# Almuerzo

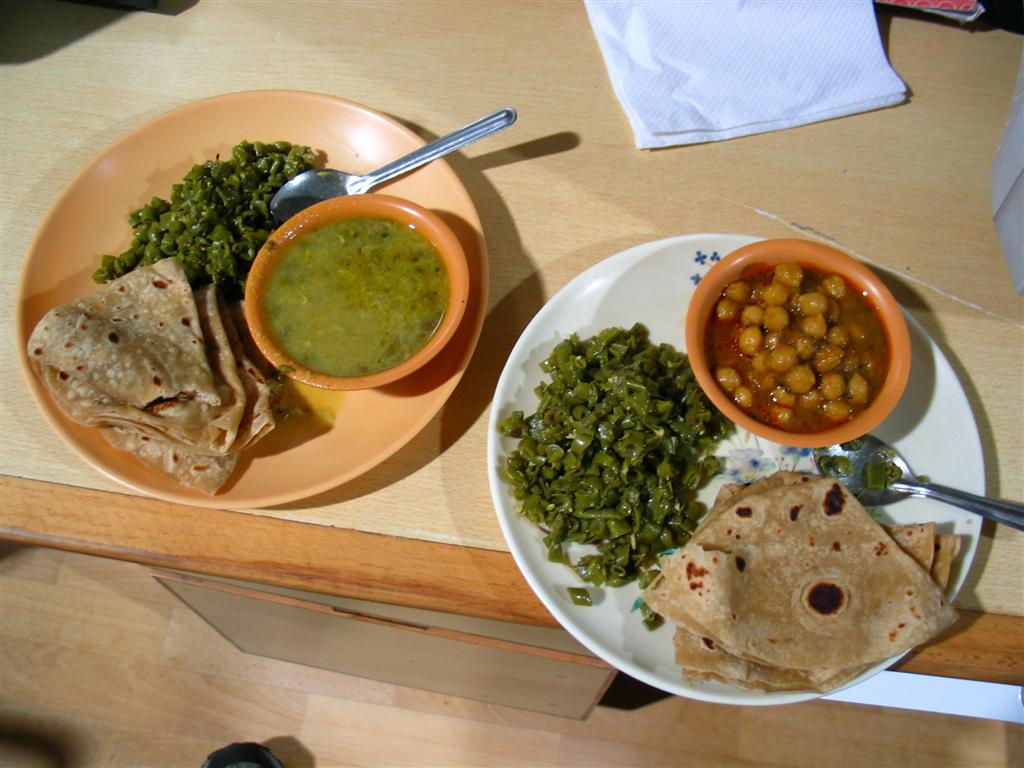
Almuerzo moderno en la India (tiffin) también en lo que se denomina comida de oficina.

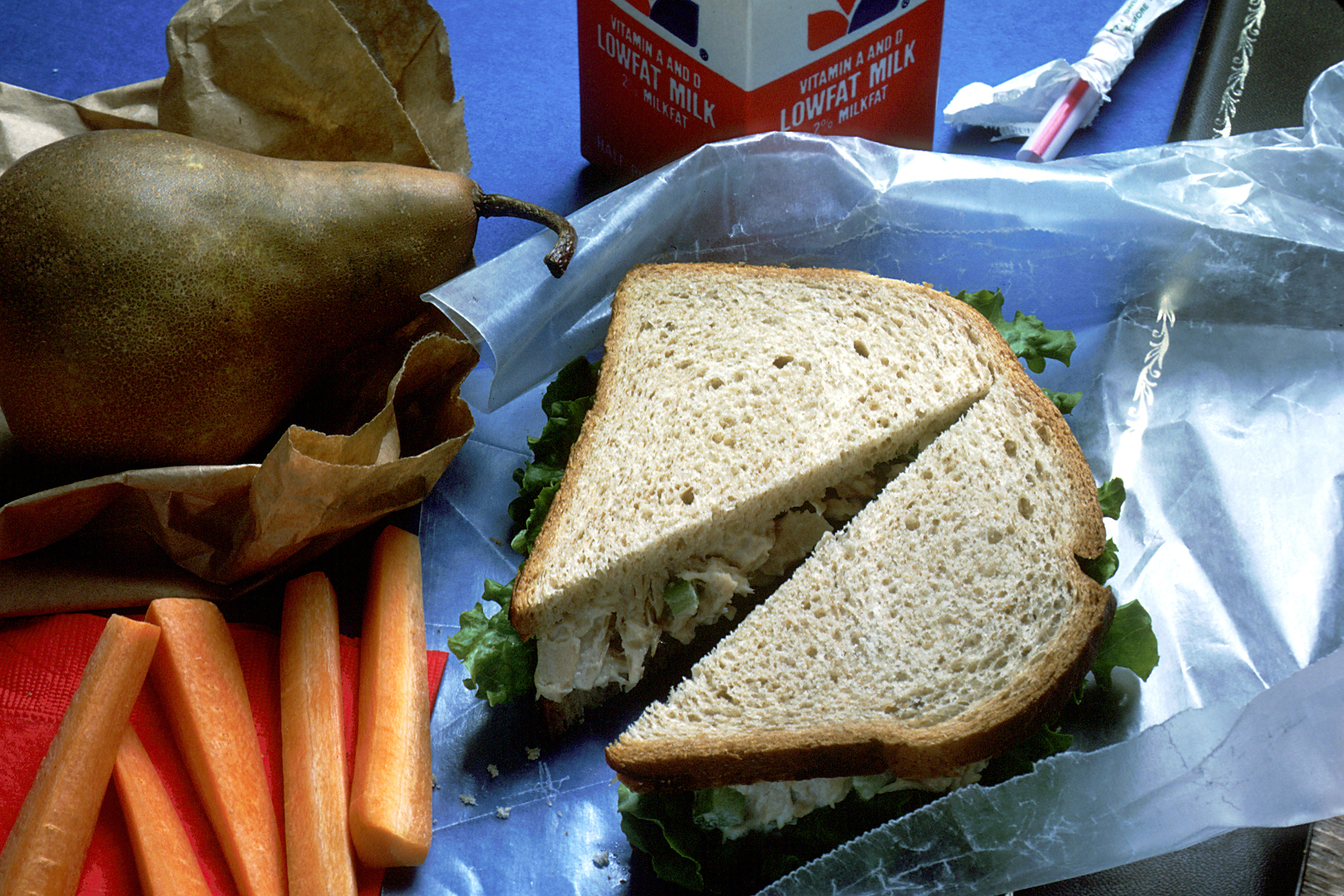
Almuerzo: tipo anglosajón. Compuesto de un sándwich, unas crudités y fruta (pera).

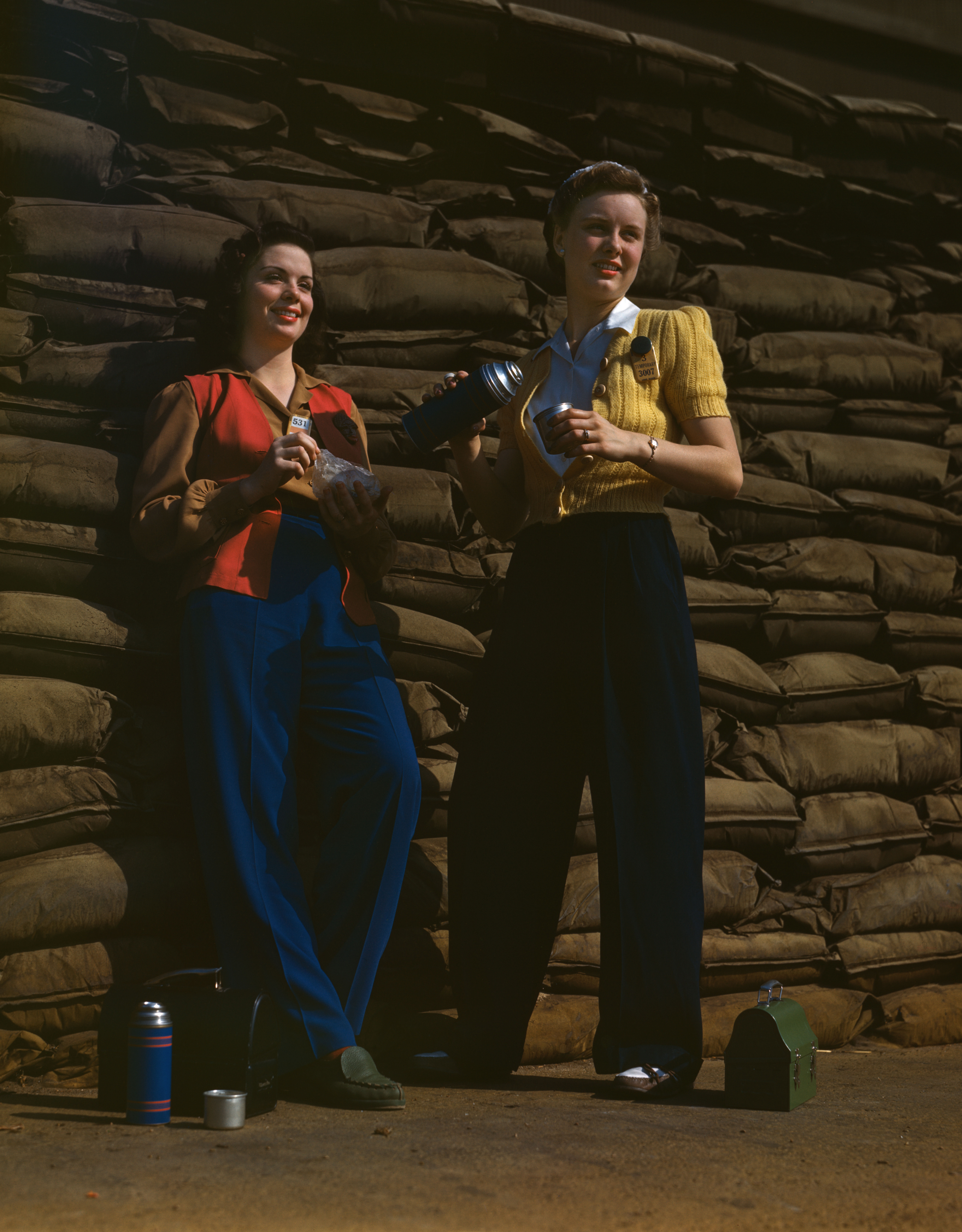
Mujeres celebrando un almuerzo en la parada de su trabajo, California, octubre de 1942.

El almuerzo (del artículo árabe al y latín morsus, "mordisco") en los países hispanohablantes generalmente es la comida del mediodía o primeras horas de la tarde. Regionalmente, también puede significar una comida que se toma por la mañana tras el desayuno, uso común especialmente en algunas comunidades autónomas de España.   
El almuerzo puede tomarse en casa o en restaurantes o cafeterías. La cantidad y composición del almuerzo depende en gran medida de las costumbres generales de la población, de las tradiciones culinarias del país o etnia y del clima, entre otros factores. Dependen también del lugar y ocasión en el tiempo: existen los almuerzos de oficina, colegio, familiares, de negocios. En algunas culturas es una de las comidas principales del día (como por ejemplo en la mediterránea), sin embargo en las culturas anglosajonas el almuerzo queda reducido a una mínima expresión.
El almuerzo también puede ser entendido como un acto social, asociado por ejemplo a una reunión: almuerzos de trabajo o de negocios,almuerzos de encuentros entre amigos o compañeros, etc. También existe el almuerzo de los colegios para los alumnos, que puede consistir en un autoservicio o raciones fijas, y el almuerzo de oficina, un tipo de comida habitual a veces también caracterizada por el uso del horno microondas desde comienzos de la década del '80.

## Historia
Las comidas se han arraigado en cada sociedad como algo natural y lógico. Lo que come una sociedad puede parecerle extraordinario a otra. Lo mismo ocurre con lo que se comía hace mucho tiempo en la historia, ya que los gustos alimentarios, los elementos del menú y los períodos de las comidas han cambiado drásticamente con el tiempo. Durante la Edad Media, la comida principal del día, entonces llamada cena, para casi todo el mundo, tenía lugar a última hora de la mañana, después de varias horas de trabajo, cuando no había necesidad de luz artificial. A principios y mediados del siglo XVII, la comida podía tener lugar en cualquier momento entre el final de la mañana y la media tarde.
A finales del siglo XVII y durante el XVIII, esta comida se retrasó gradualmente hasta la noche, creando un mayor espacio de tiempo entre el desayuno y la cena. Una comida llamada almuerzo vino a llenar ese vacío. La última comida de la tarde, llamada cena, se fue reduciendo a medida que la cena avanzaba hacia la noche, y a menudo se convirtió en un tentempié. Pero las "cenas" formales, iluminadas artificialmente con velas, a veces con entretenimiento, persistieron hasta la época de la Regencia, y un ball normalmente incluía la cena, a menudo servida muy tarde.
Hasta principios del siglo XIX, estaba generalmente reservado a las damas, que solían almorzar entre ellas cuando sus maridos estaban fuera. La comida solía ser relativamente ligera y a menudo incluía las sobras de la cena de la noche anterior, que solían ser abundantes. Todavía en 1945, Emily Post escribió en la revista Etiquette que el almuerzo es "generalmente dado por y para las mujeres, pero no es inusual, especialmente en lugares de verano o en la ciudad el sábado o el domingo, incluir un número igual de hombres" de ahí la frase ligeramente despectiva, "las damas que almuerzan". El almuerzo era una comida ligera de señoras; cuando el Príncipe de Gales se detuvo a comer un delicado almuerzo con amigas, se rieron de él por este afeminamiento.

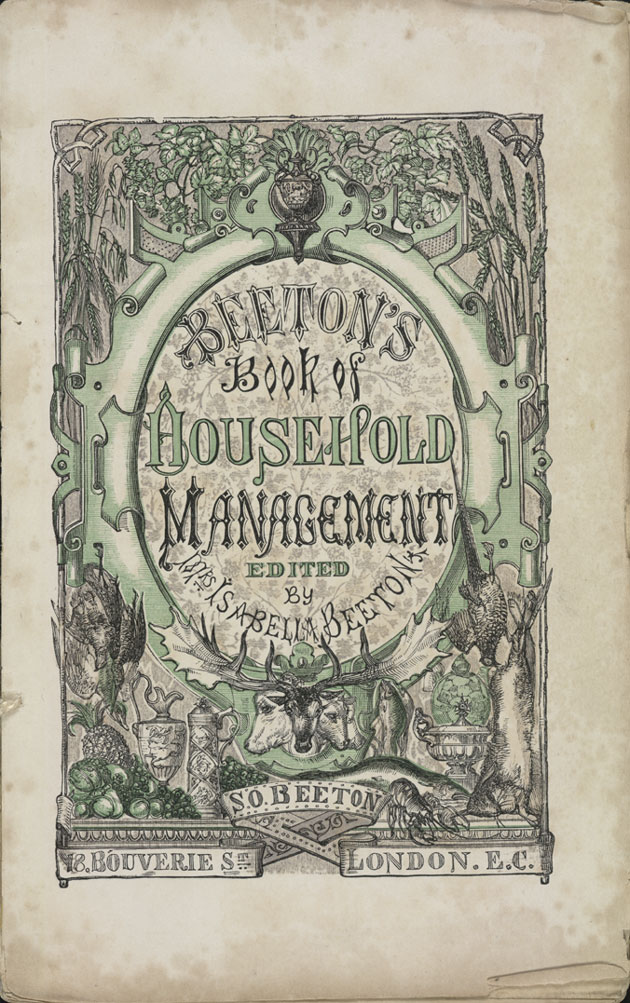
Mrs Beeton's Book of Household Management, una guía sobre todos los aspectos de la gestión de un hogar en la Gran Bretaña victoriana

A partir de la década de 1840, el té de la tarde complementó este almuerzo a las cuatro. Mrs Beeton's Book of Household Management] (1861) una guía sobre todos los aspectos de la gestión de un hogar en la Gran Bretaña victoriana, editada por Isabella Beeton tenía mucho menos que explicar sobre el almuerzo que sobre las cenas o las cenas con baile:
Los restos de embutidos, bien adornados, algunos dulces, o un poco de carne picada, aves o caza, son los artículos habituales que se ponen en la mesa para el almuerzo, con pan y queso, galletas, mantequilla, etc. Si se desea una comida sustanciosa, se puede servir bistecs de cuadril o chuletas de cordero, así como chuletas de ternera, riñones... En las familias donde hay guardería, la dueña de la casa suele participar en la comida con los niños y la convierte en su almuerzo. En verano, deben añadirse al almuerzo algunos platos de fruta fresca o, en su lugar, una compota de fruta o una tarta o pudin de fruta.

### Moderna
Con el crecimiento de la industrialización en el siglo XIX, los trabajadores varones empezaron a trabajar largos turnos en la fábrica, lo que alteró gravemente los antiguos hábitos alimenticios de la vida rural. Al principio, los trabajadores eran enviados a casa para una cena rápida proporcionada por sus esposas, pero a medida que el lugar de trabajo se alejaba del hogar, los hombres trabajadores empezaron a servirse algo portátil para comer durante un descanso a mitad de la jornada.
La comida del mediodía se fue institucionalizando poco a poco en Inglaterra, cuando a los obreros con trabajos largos y de horas fijas en la fábrica se les acabó concediendo una hora libre para almorzar y así coger fuerzas para el turno de tarde. Los puestos y, más tarde, los chop houses cerca de las fábricas comenzaron a ofrecer comida en masa para la clase trabajadora, y la comida pronto se convirtió en una parte establecida de la rutina diaria, permaneciendo así hasta nuestros días.
En muchos países y regiones, el almuerzo es la cena o comida principal. Los horarios de comida establecidos permiten a los trabajadores volver a sus casas para comer con sus familias. En consecuencia, las empresas cierran durante la hora del almuerzo, que es la comida principal del día. El almuerzo también se convierte en cena en días especiales, como fiestas o acontecimientos especiales, incluyendo, por ejemplo, la cena de Navidad y cenas de cosecha como la cena de Acción de Gracias; en estos días especiales, la cena suele servirse a primera hora de la tarde. La comida principal del domingo, ya sea en un restaurante o en casa, se llama "cena del domingo", y para los cristianos se sirve después de los servicios religiosos de la mañana.

## Almuerzos en el mundo

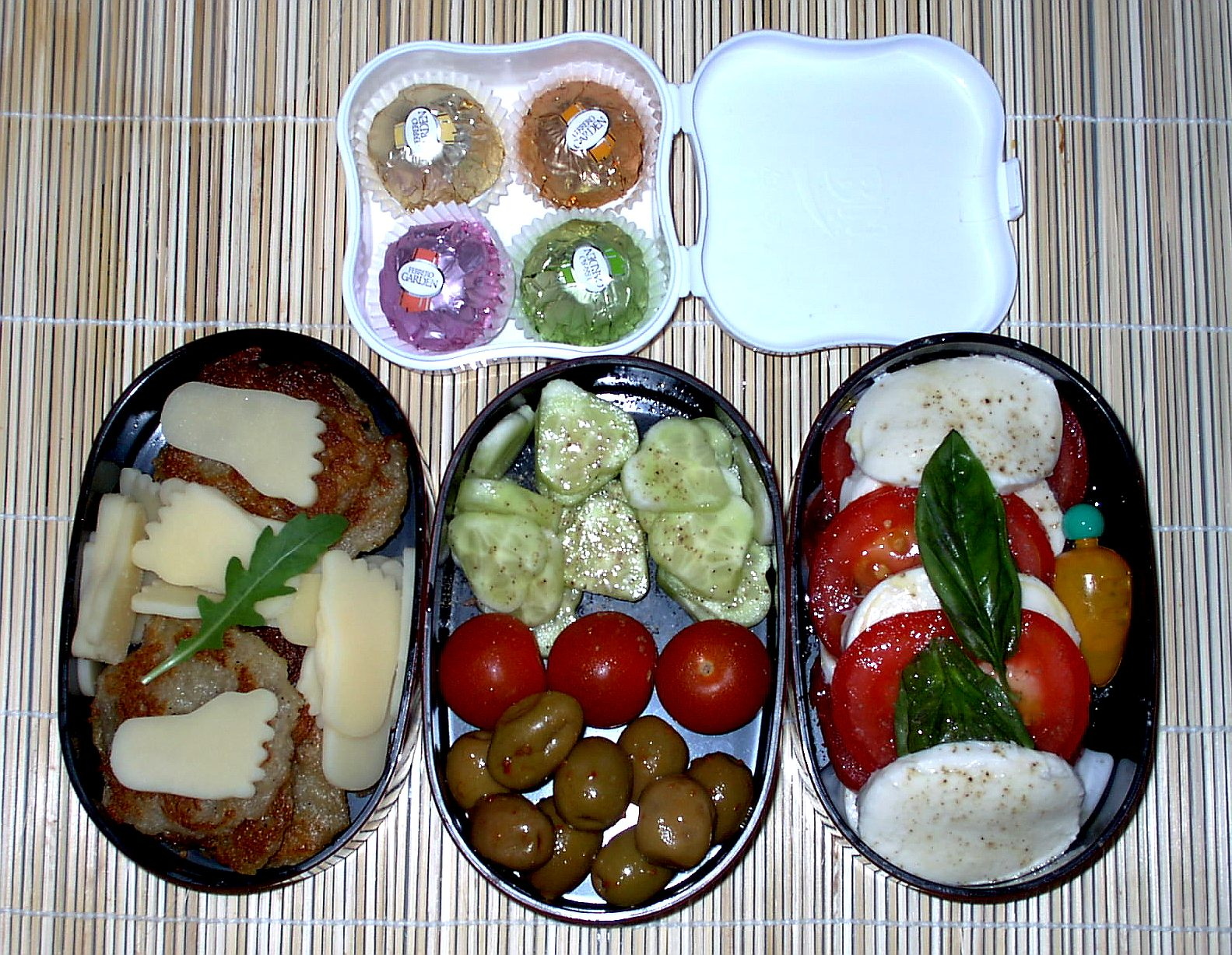
El bentō es un almuerzo típico de la cocina japonesa

En muchos países se establece como norma un tipo de almuerzo que le identifica, por ejemplo en el sur de Europa se suelen elaborar almuerzos largos de duración y con gran estructura de platos, siendo más escasos de tiempo cuanto más al norte. En Estados Unidos el almuerzo es una comida breve y está asociado culturalmente al bag lunch (denominado también como brown bag (bolsa marrón) debido a que se emplea en la mayoría de las veces una bolsa de papel marrón para su transporte), en los países de habla anglosajona es muy frecuente los fines de semana y festivos realizar un brunch que sin ser un almuerzo (es una comida normalmente grande que sustituye al desayuno y al almuerzo) a veces se le asemeja bastante. En inglés la palabra Lunch empleada para denominar al almuerzo es una abreviación de la palabra originaria luncheon que significa la comida de mediodía.
En Argentina el almuerzo suele ser un término medio entre "suave" y "fuerte" y la gente lo ajusta según sus horarios, pero en la mayoría de las casas de familia se almuerza entre las 12 del mediodía y la 1 de la tarde. Mientras que en Costa Rica el almuerzo se consume entre las 12 m.d y las 2 p. m., y es un plato de gran abundancia que puede variar entre el típico casado, pasta, carne o alguna sopa.
En Colombia el almuerzo es el plato fuerte del día. Se suele tomar entre las 11:30 a. m. y las 3:30 p. m. Los platos más consumidos en esta comida dependen de la región, los más comunes son el sancocho, diversas sopas como el ajiaco, el mondongo y los guandules, y la bandeja o seco constituida básicamente por arroz blanco, alguna carne (vacuno, pollo, cerdo, pescado) y variedad de fríjoles y leguminosas, más complementos como ensalada, tajada de plátano maduro y aguacate. El almuerzo corriente o "corrientazo", ampliamente consumido en todo el país, combina una sopa o porción de sancocho y el seco, más alguna bebida por lo general no alcohólica. Se le denomina también almuerzo ejecutivo, ya que generalmente lo consumen empleados de oficinas.
En México, el almuerzo es el alimento ligero que se consume antes de mediodía, generalmente entre 10 y 12 horas. Las costumbres alimenticias varían en cada región del país, pero suelen comprender algún plato de huevo —por ejemplo huevos a la mexicana, motuleños, rancheros o machaca con huevo—, o bien, platos ligeros de las diversas cocinas regionales. El alimento se acompaña de alguna bebida, que puede ser café de olla, con leche o jugo, además de tortillas de maíz, pan y salsas. Entre las trece y las dieciséis horas se sirve la comida que, al igual que su homónima española, equivale al almuerzo de los colombianos y otros países latinoamericanos. En áreas del norte del país donde se acostumbra comer solo tres veces al día, el almuerzo suele ser considerado lo mismo que el desayuno, es decir la primera comida del día, relativamente ligera y consumida antes de las 12:00 horas.
En España, dependiendo la región, el almuerzo puede referirse tanto a la comida principal, la más abundante de la jornada, que se come a mediodía, como al refrigerio que se come a media mañana entre el desayuno y la comida principal, llamada simplemente comida. En Cataluña, el almuerzo suele corresponder al desayuno por influencia del término catalán esmorzar, "desayuno", mientras que en la Comunidad Valenciana suele corresponder a la comida que se toma entre el desayuno y la comida principal del mediodía. Esta comida principal se toma muy tarde en comparación con el resto del mundo, se suele hacer entre las 14:00 y 16:00. En ocasiones formales, se suele componer de dos platos. La costumbre de tomar un aperitivo antes del almuerzo se suele reservar para ocasiones especiales o comidas en grupo. Los aperitivos más comunes son los frutos secos, aceitunas o embutidos, como jamón serrano o chorizo, y queso. El primer plato varía entre las distintas regiones de España, habitualmente es un cocido, sopa, guiso o alimento a base de arroz (paella) o pasta, acompañado de verduras y carne blanca o pescado blanco, o puede ser una ensalada. El segundo plato, generalmente más calórico, se compone de carne roja o pescado azul, frito o asado, que puede estar acompañado de una guarnición de patatas (fritas, cocidas o en puré), verduras o setas. Muy a menudo la ensalada se sirve también como acompañamiento del segundo plato. También se come habitualmente pan. Tras los dos platos se sirve fruta o un postre más elaborado como flan, natillas o similares. Las bebidas más habituales son el agua sin gas, los refrescos, la cerveza o el vino. Tras la comida es habitual servir café o té. Las bebidas alcohólicas tras el café suelen reservarse para las ocasiones especiales. 
En Venezuela el almuerzo es tomado como el plato más fuerte del día, ya que está bastante cargado de elementos (en este país se emplea de manera coloquial el término bien resuelto). Se suele tomar entre las 12:00 y las 15:30. Uno de los platos más representativos para esta comida lo constituye sin duda el famoso pabellón criollo, si bien también es posible que se tomen multitud de otros alimentos.
En Chile se le conoce como colación y suele tomarse entre las 11:30 y las 15:00. Puede ser un plato mediano o fuerte.
En algunos países como en Inglaterra se celebra horas después del 'lunch' una especie de pausa para tomar té: tea time. En algunos países europeos existen intervalos importantes antes de la comida, como puede ser el denominado Brotzeit en Baviera (Gastronomía de Alemania).
En Japón es frecuente el bentō (弁当 o べんとう, Bentō) que es un conjunto de pequeños platos empaquetados para ser llevados como almuerzo a un sitio. En China existe el muy popular Dim Sum (lit. traducido como "toque en el corazón"). En Filipinas, almuerzo es la palabra para el desayuno.

### América del Norte
En Estados Unidos y Canadá, el almuerzo suele ser una comida de tamaño moderado que se suele tomar entre las 11 y la 1. Durante la semana laboral, los norteamericanos suelen tomar un almuerzo rápido que suele incluir algún tipo de bocadillo, sopa o sobras de la cena de la noche anterior (por ejemplo, arroz o pasta). Los niños suelen llevar al colegio comida para llevar, que puede consistir en un bocadillo de mortadela (u otro fiambre) y queso, atún, pollo o mantequilla de cacahuete y mermelada, así como, en Canadá, tarta salada, además de algo de fruta, chips, postre y una bebida como zumo, leche o agua. También pueden comprar las comidas que les proporciona su colegio. Los adultos pueden salir del trabajo para tomar un almuerzo rápido, que puede incluir algún tipo de bocadillo caliente o frío, como una hamburguesa o un "sub" sandwich. Las ensaladas y las sopas también son habituales, así como la sopa y bocadillo, los tacos, los burritos, el sushi, las cajas bento y la pizza. El almuerzo puede consumirse en varios tipos de restaurantes, como formal, fast casual y fast food. Los canadienses y los estadounidenses no suelen ir a casa a comer, y el almuerzo rara vez dura más de una hora, salvo en el caso de las comidas de negocios, que pueden durar más. En Estados Unidos, el "almuerzo de los tres martinis" llamado así porque la comida se prolonga el tiempo que se tarda en beber tres martinis ha hecho su reaparición desde 2010. En Estados Unidos, las empresas podían deducirse el 80% del coste de estos almuerzos prolongados hasta la Ley de recortes fiscales y empleos de 2017.  Por lo general, los niños tienen un descanso a mitad de la jornada escolar para almorzar. Las escuelas públicas suelen tener una cafetería donde los niños pueden comprar el almuerzo o comer un almuerzo para llevar. Los internados y escuelas privadas, incluidas las universidades, suelen tener una cafetería donde se sirve el almuerzo.
En México, es una pausa para comer entre las 9 y las 11 de la mañana, más consistente que el desayuno pero no tan elaborada como la "comida".